# Zbrodnia w Glinciszkach
Zbrodnia w Glinciszkach – wydarzenia, do których doszło 20 czerwca 1944 roku, kiedy to litewski oddział pomocniczy policji niemieckiej, którym dowodził Petras Polekauskas zastrzelił 38 lub 39 mieszkańców Glinciszek i okolicznych miejscowości. Był to odwet za śmierć czterech litewskich policjantów w starciu z 5 Wileńską Brygadą AK, dowodzoną przez Zygmunta Szendzielarza „Łupaszkę”, oddziałem AK niedługo przedtem przebywającym w majątku Glinciszki.

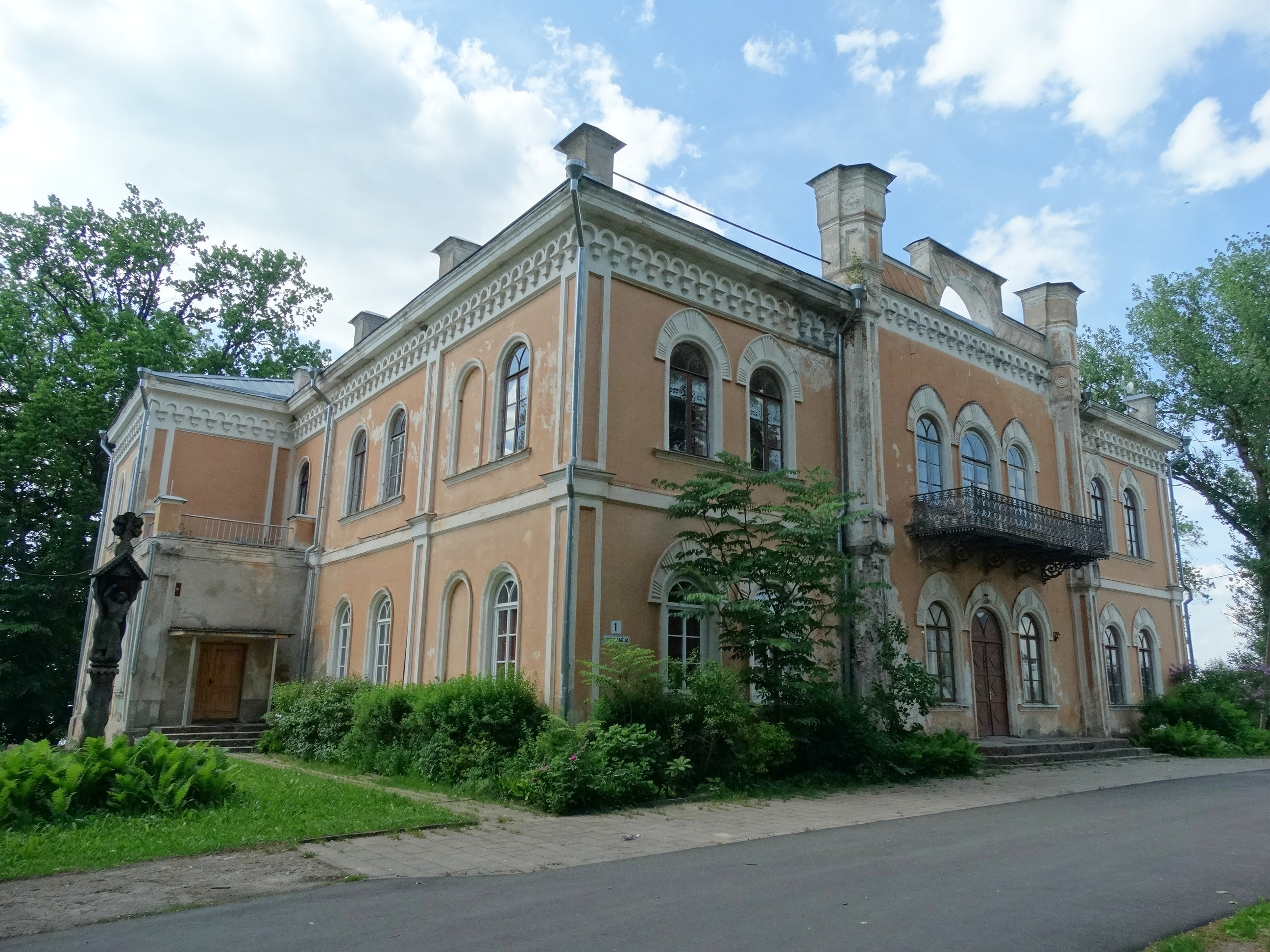
Neogotycki pałac Jeleńskich z 1860 r.

Znaczną część ofiar stanowiły kobiety i dzieci (większość mężczyzn wyszła w tym czasie do pracy). Pracownicy majątku, będącego wówczas w niemieckim zarządzie Landbewirtschaftungsgesellschaft Ostland, już zamknięci przez litewskich policjantów w dawnej kaplicy glinciskiego pałacu i mający prawdopodobnie być następnie rozstrzelani, zostali uratowani dzięki przyjazdowi Niemców, reprezentantów niemieckiego zarządu, którzy spłoszyli napastników. Przybyły wraz z nimi bezpośredni administrator majątku, Władysław Komar, został zabity w drodze powrotnej, niedaleko Podbrzezia.
W odwecie za śmierć mieszkańców Glinciszek 23 czerwca 5 Brygada AK zabiła w zamieszkanej wówczas głównie przez Litwinów wsi Dubinki 27 cywilów (zbrodnia w Dubinkach).
Według Pawła Rokickiego wydarzenia w Glinciszkach i Dubinkach to zbrodnie wojenne.

## Ofiary
Wśród ofiar było 28 osób dorosłych (17 mężczyzn i 11 kobiet), z których przynajmniej 6 miało ponad 60 lat oraz 11 osób nieletnich, w tym 4, które nie ukończyły 5 lat. Jedna z kobiet była w zaawansowanej ciąży. Przeżyła jedna osoba - Józef Bałendo, który po postrzale upadł ranny w rękę i w dogodnym momencie uciekł z miejsca masakry.
Udało się ustalić personalia 36 ofiar; tożsamość 3 mężczyzn pozostaje nieznana.
Narodowość polska była jedynym kryterium doboru ofiar. Z osób spędzonych na miejsce zbrodni, uratował się Władysław Klukowski, który znał język litewski i zdecydował się na kolaborację. Pochodzący z polsko-litewskiej rodziny Mieczysław Sobolewski, który również znał litewski, jednak odmówił wskazania kierunku odejścia polskich partyzantów, został zamordowany.